# Variaverzekering
Variaverzekering is een verzamelnaam voor alle verzekeringen die geen levensverzekering, transportverzekering of brandverzekering zijn.
Variaverzekeringen vallen uiteen in verschillende groepen:
- Aansprakelijkheid;
- Medisch;
- Motorrijtuigen;
- Rechtsbijstand;
- Technisch.

## Aansprakelijkheid
De aansprakelijkheidsverzekering verzekert de verzekerden tegen het risico van aansprakelijkheid. De aansprakelijkheidsverzekering kan zowel door een particulier als door een bedrijf worden afgesloten.

## Medisch
Medische verzekeringen zijn alle verzekeringen waarvan uitkering afhankelijk is van de gezondheid van de verzekerde, dit in tegenstelling tot levensverzekeringen, waar de uitkering afhankelijk is van leven of dood van de verzekerde.
Medische verzekeringen kunnen zowel voorzien in een uitkering na een ongeval, in vergoeding van medische kosten of in een periodieke uitkering bij ziekte van de verzekerde.
Medische verzekeringen kunnen ook door de werkgever, met de werknemers als verzekerden, worden afgesloten. Er kan dan sprake zijn van een secundaire arbeidsvoorwaarde of van een noodzakelijke verzekering voor de continuïteit van het bedrijf.
- Secundaire arbeidsvoorwaarde. Veel werkgevers verzekeren voor het personeel bepaalde hiaten die ontstaan in de sociale zekerheid. In de Verenigde Staten is het vrij gebruikelijk dat de werkgever zorgdraagt voor een ziektekostenverzekering. In Nederland is het grootste hiaat het zogenoemde WGA-Gat dat voortvloeit uit de WIA. Veel werkgevers hebben dit WGA-Gat voor het personeel verzekerd.
- Continuïteit onderneming. In Nederland zijn werkgevers verplicht ziek personeel gedurende twee jaar door te betalen. Wettelijk zijn werkgevers in het eerste jaar verplicht 70% van het laatstverdiende loon door te betalen. Twee dagen mogen voor rekening van de werkgever blijven. De uitkering is gemaximeerd op 70% van het maximumdagloon (in 2007 € 44.845). In de meeste cao's en arbeidsvoorwaarden is bepaald dat de werkgever 100% van het salaris doorbetaald (zonder maximum). De werkgever kan dit risico afdekken met een verzuimverzekering (ook wel ziekengeldverzekering genoemd).

## Motorrijtuigen
Een motorrijtuigenverzekering verzekert een motorrijtuig, zoals een auto, tegen het risico van aansprakelijkheid (dit is in alle Europese landen verplicht) en eventueel tegen andere oorzaken als diefstal, inbraak en aanrijding.

## Rechtsbijstand
Een rechtsbijstandverzekering voorziet in de vergoeding van de kosten van een advocaat of biedt juridische hulp in natura. Rechtsbijstandverzekeringen worden doorgaans afgesloten door particulieren en kleinere bedrijven.

## Technisch
Technische verzekeringen zijn voornamelijk bedrijfsmatige verzekeringen. Technische verzekeringen zijn onder meer:
- CAR-verzekering. Een CAR-verzekering (Constructie All Risk) is een tijdelijke (aflopende) verzekering die wordt afgesloten bij de aan- of verbouw van bijvoorbeeld een gebouw. Een CAR-verzekering kan zowel door de aannemer als door de opdrachtgever worden afgesloten. De aannemer is in beginsel verplicht tot het afsluiten van een verzekering. De CAR-verzekering biedt dekking voor beschadiging van 'het werk' (het gebouw in aan- of verbouw). Deze basisdekking kan worden uitgebreid met de een aantal aanvullende rubrieken, te weten: aansprakelijkheid, bestaande eigendommen van de opdrachtgever, hulpmateriaal (zoals gereedschappen, keten en loodsen), eigendommen van bouwdirectie/personeel en transport.
- Machineschadeverzekering. Een machineschadeverzekering is een verzekering die uitkeert wanneer de verzekerde machine door welke oorzaak dan ook beschadigd raakt.

- Garantieverzekering. Een garantieverzekering is een verzekering die dekking biedt voor materiële schade die aan geleverde installaties en machines ontstaat, voor zover de fabrikant daarvoor aansprakelijk is volgens zijn leveringsvoorwaarden.